# Cucujus clavipes
Cucujus clavipes är en skalbaggsart som beskrevs av Fabricius 1781. Cucujus clavipes ingår i släktet Cucujus och familjen plattbaggar.

## Underarter
Arten delas in i följande underarter:
- C. c. clavipes
- C. c. puniceus
- C. c. subnitens